# Johann Siegfried Hufnagel
Pour les articles homonymes, voir Hufnagel.
Johann Siegfried Hufnagel, né le 17 octobre 1724 à Falkenwalde (district de Prenzlau) dans le Brandebourg, mort le 23 février 1795 à Langenfeld, (district de Sternberg), est un pasteur allemand et un entomologiste.

## Biographie
Jusqu'à la fin du XXe siècle, la vie d'Hufnagel était inconnue. Son prénom même restait inconnu. En 1987, Gerstberger et Stiesy réussirent à retrouver son identité en se fondant sur les travaux de Fischer (1941) et établirent les principaux éléments de la biographie d'Hufnagel.
Hufnagel est issu d'une famille d'ecclésiastiques protestants, son père et son grand-père étaient eux aussi des pasteurs. Johann Siegfried a probablement fréquenté l'une des universités du nord ou de l'est de l'Allemagne.
De 1759 à 1767 le registre d'adresse de Berlin mentionne un "Hufnagel" ou "Huffnagel" qui était précepteur à l'église luthérienne à côté du Grosses Friedrichs-Hospital und Waisenhaus (hôpital et orphelinat) et qui logeait à l'orphelinat. Il semble cohérent de penser qu'il s'agissait bien du jeune Johann Siegfried Hufnagel. Cela correspond aux enregistrements de Fischer et avec la progression de carrière des jeunes théologiens de l'époque qui commençaient très souvent par être enseignant avant d'avoir leur premier poste.
Il occupe son premier poste en 1767 à Petersberg (district d'Oststernberg ; aujourd'hui Jemiołów, district de Swiebodzin, Pologne). De 1775 jusqu'à sa mort en 1795  il est le pasteur de Langenfeld (district d'Oststernberg, aujourd'hui Długoszyn, district de Sulecin, Pologne).

## Son œuvre
Entre 1765 et 1767 Hufnagel publie treize articles sur les lépidoptères, dix d'entre eux en 1766 dans le  "Berlinisches Magazin, oder gesammlete [sic] Schriften und Nachrichten für die Liebhaber der Arzneywissenschaft, Naturgeschichte und der angenehmen Wissenschaften überhaupt", l'un de journaux de vulgarisation couvrant un large éventail de sujets en sciences naturelles et en médecine qui furent fondés au XVIIIe siècle.
Un de ses articles est consacré aux insectes ravageurs en agriculture, quatre sont des monographies illustrées d'espèces particulières. Les huit autres articles sont un ensemble de tableaux concernant les plus grands papillons de la région de Berlin présents dans la collection d'Hufnagel. Les auteurs postérieurs se réfèreront souvent à ces planches sous le nom "die tabellen". Sous cette forme, les descriptions des nouvelles espèces étaient très limitées. Associé à un manque de rigueur dans la description des taches sur les ailes, ceci contribuera à rendre difficile l'interprétation des descriptions d'Hufnagel.
Dans les années 1770, Hunagel fait la connaissance de Rottemburg à qui il confie sa collection ainsi que des explications sur ses publications. En 1775 et 1776, Rottemburg publie une série d'articles sur la collection d'Hufnagel redécrivant précisément de nombreuses espèces. C'est principalement à partir de ce travail que les taxons ont pu être identifiés. Mais à cette époque un certain nombre de spécimens semblent avoir été perdus ou mélangés et tous les problèmes d'identification n'ont pas été résolus. Ignoré par les auteurs du début du XIXe siècle, ce n'est qu'en 1844, lorsque Zeller analyse les travaux d'Hufnagel que ses dénominations sont connues d'un plus grand cercle d'entomologistes et sont acceptées.
Le sort de la collection d'Hufnagel reste inconnue. Dans la nomenclature actuelle 87 des taxons décrits par Hufnagel sont des noms valides d'espèces de lépidoptères.

## Publications
- Hufnagel, J. S. [as H==n==l] (1765): Beschreibung einer seltenen, bisher unbekannten Raupe, und der daraus entstehenden Phaläne. – Berlinisches Magazin, 1(6): 648-654, 1 pl.
- Hufnagel, J. S. (1766a): Tabelle von den Tagevögeln der hiesigen Gegend, worauf denen Liebhabern der Insekten Beschaffenheit, Zeit, Ort und andere Umstände der Raupen und der daraus entstehenden Schmetterlinge bestimmt werden. – Berlinisches Magazin, 2(1): 54-90.
- Hufnagel, J. S. (1766b): Natürliche Geschichte des Changeant oder Schielervogels mit seinen Verwandlungen. – Berlinisches Magazin, 2(2): 111-131, 1 pl.
- Hufnagel, J. S. [as H--l] (1766c): Zwote Tabelle worinnen die Abendvögel (Sphinges Linnaei) angezeigt, und denen vornehmsten Umständen nach beschrieben werden. – Berlinisches Magazin, 2(2): 174-195.
- Hufnagel, J. S. [author not stated] (1766d): Dritte Tabelle von den Nachtvögeln. – Berlinisches Magazin, 2(4): 391-437.
- Hufnagel, J. S. [as H===l] (1766e): Gedanken über die Mittel, die schädlichen Raupen zu vertilgen. – Berlinisches Magazin, 3(1): 3-19.
- Hufnagel, J. S. [author not stated] (1766f): Vierte Tabelle von den Insekten, oder Fortsetzung der Tabelle von den Nachtvögeln hiesiger Gegend, welche die Zwote Klasse derselben, nemlich die Nachteulen (Noctuas [sic]) in sich begreift. – Berlinisches Magazin, 3(2): 202-215.
- Hufnagel, J. S. [author not stated] (1766g): Fortsetzung der vierten Tabelle von den Insecten, besonders von denen so genannten Nachteulen als der zwoten Klasse der Nachtvögel hiesiger Gegend. – Berlinisches Magazin, 3(3): 279-309.
- Hufnagel, J. S. (1766h): Zwote Fortsetzung der vierten Tabelle von den Insecten, besonders von denen so genannten Nachteulen als der zwoten Klasse der Nachtvögel hiesiger Gegend. – Berlinisches Magazin, 3(4): 393-426.
- [Hufnagel, J. S.] (1766i): Beschreibung einer sehr bunten Raupe auf den Eichen, und der daraus entstehenden Phaläne Phalaena aprilina minor. – Berlinisches Magazin, 3(6): 555-559, 1 pl.
- Hufnagel, J. S. [as "H---l"] (1766k): Beschreibung einer seltenen und besonders schönen Phaläne. (Phalaena pyritoides.). – Berlinisches Magazin, 3(6): 560-562.
- Hufnagel, J. S. (1767a): Fortsetzung der Tabelle von den Nachtvögeln, welche die 3te Art derselben, nehmlich die Spannenmesser (Phalaenas Geometras [sic] Linnaei) enthält. – Berlinisches Magazin, 4(5): 504-527.
- Hufnagel, J. S. (1767b): III. Fortsetzung der Tabelle von den Nachtvögeln, welche die 3te Art derselben, nehmlich die Spannenmesser (Phalaenas Geometras [sic] Linnaei) enthält. – Berlinisches Magazin, 4(6): 599-626.

## Sources
- Fischer, O. (1941): Evangelisches Pfarrerbuch für die Mark Brandenburg seit der Reformation. – Berlin (E. S. Mittler & Sohn).
- Gerstberger, M. & Stiesy, L. (1987): Schmetterlinge in Berlin-West. Teil II. – Berlin (Förderkreis der naturwissenschaftlichen Museen Berlins e. V.). 96 pp.